# HHHR大廈
蔚藍大廈（英語：Blue Tower），亦稱為HHHR大廈，是一座位於杜拜的摩天大樓，高317.6公尺。2010年完工時，HHHR大廈是當時世界第二高的住宅大樓，僅次於澳洲的Q1大廈。

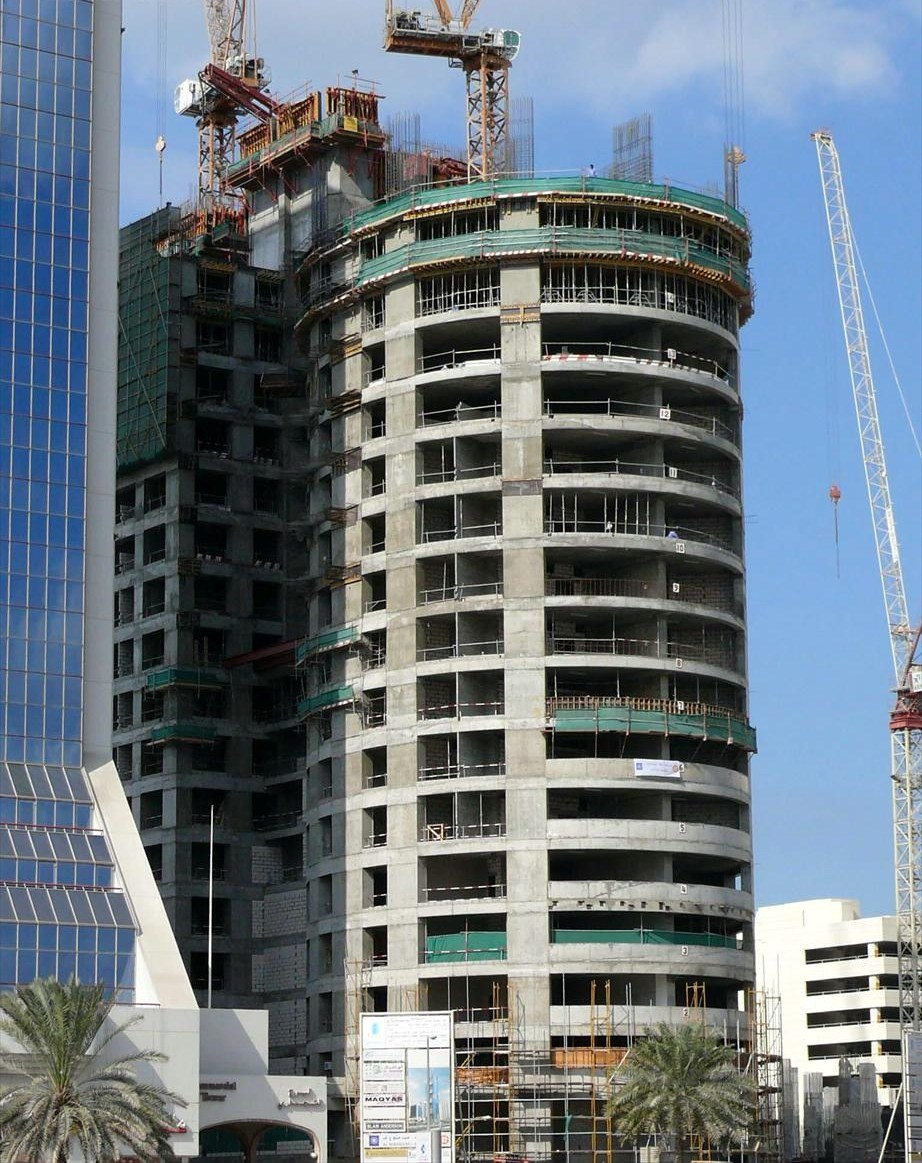
建築中的HHHR大廈（2007年）